# Hooja
Hooja (ausgesprochen [ˈhʊjːa], Hojja, mit Betonung auf o) ist ein Künstlerduo aus der nordschwedischen Bergwerkerstadt Gällivare. Das Duo besteht aus Joakim „Hooja“ Lithner und Markus „DJ Mårdhund“ Mattsby. Sie spielen elektronische Musik, die weitgehend auf dem Computer und DJ-Mixern generiert wird.

## Karriere
Mit den beiden im Jahr 2023 veröffentlichten Titeln „Grusväg“ und „Happis“ traten die beiden Künstler erstmals mit Akustikgitarren auf. Der Name Hooja ist eine Anlehnung an den Ausruf „huija“. „Hujia“ und kommt aus der in Nordschweden verbreiteten Sprache Meänkieli und kann mit „huch, mist, eijeijei“ ins Deutsche übersetzt werden. Der Begriff ist in der Region Norrbotten und mittlerweile auch im Schwedischen ein gebräuchliches Verstärkungswort. Mattsbys Künstlername „Mårdhund“ bedeutet Marderhund, ein auch in Norrbotten verstärkt auftretender Neozoon, der über Finnland aus Westrussland in Nordschweden eingewandert ist. In Interviews spricht Hooja seinen Künstlerkollegen immer mit Mårdis an.
Die beiden Künstler, die sowohl Songwriter als auch Musiker sind, versuchen, ihre wahre Identität in den Medien zu verbergen und ihre Privatsphäre zu schützen. Dazu schufen sie ihr eigenes Outfit mit „Heimwerkerarbeitskleidern“, Skibrille, Schneemobilmaske, Wintermütze und Stirnlampe. Damit treten sie bei Konzerten und bei Interviews auf. Das Outfit kann mittlerweile als Markenzeichen bezeichnet werden. Die Texte werden auf Schwedisch mit einem starken Tornedals- bzw. Norrbottnischen Dialekt gesungen. Teilweise verwenden sie in den Texten Begriffe, die vor allem in der Region Norrbotten häufig Verwendung finden. Die teilweise ironischen Texte basieren öfter auf Stereotypen über Nordmänner (hier für die Bevölkerung aus Väster- und Norrbotten) und Stockholmer (Großstädter). Die Musik ist einfach und in den Texten können sich die Zuhörer teils selbst wiederfinden.
Das Duo debütierte 2021 auf Spotify und hatte im Januar 2022 mit Songs wie „Donkey Kong“ und „Banan, Melon, Kiwi & Citron“ ihren Durchbruch in den viralen Charts. Im Sommer 2022 führte das Duo ihre erste Tournee in Schweden durch. Das Bühnendebüt fand dabei beim „Brännbollsyran“ in Umeå, dem größten Musikfestival in Nordschweden statt. Dort jubelten bereits 12.000 Besucher der Band zu. Im Herbst 2022 schloss sie auf Grund des Erfolgs eine zweite Tournee mit Konzerten an zehn Orten an. Eines der Konzerte fand dabei „zu Hause“ in der „Sporthallen“ in Gällivares angrenzenden Nachbarstadt Malmberget statt. Die Tickets waren nach 2 Minuten ausverkauft. Für das Duo war es selbst eine Ehre in der Halle zu spielen, da dies gleichzeitig das letzte Event in und um die Halle war. Die Halle wurde anschließend auf Grund des voranschreitenden Erzbergbaus und den damit verbundenen Erdfällen abgerissen.
Während der „Musikhjälpen 2022“, einer jährlichen karitativen Aktion der Stiftung Radiohjälpen von Sveriges Radio, Sveriges Television und Sveriges Utbildningsradio, traten auch Hooja auf und wurden dort zum gefragtesten Auftritt während der einwöchigen Veranstaltung.
Die Sommertournee 2023 (Tour Leif) wurde wieder beim „Brännbollsyran“ in Umeå begonnen und diesmal war das Konzert mit 17.000 Tickets ausverkauft. Mit einem Konzert in Mariehamn in Finnland fand im Juli des Jahres 2023 auch der erste Auslandsauftritt des Duos statt.
2022 erreicht Hooja bereits so viel Aufmerksamkeit, das über die Newcomer von Sveriges Television eine Reportage mit Konzertmitschnitten und Interviews unter dem Titel „Norrbottens hjältar“ (Norrbottens Helden) im Kulturprogramm des Senders erschien.
2023 wurde Hooja bei der P3 Guld Musikpreisverleihung von Sveriges Radio (vergleichbar mit dem deutschen International Music Award) zum Künstler des Jahres gekürt. Im Jahr 2023 war das Duo als Sommerredner in der Radiosendung „Sommar i P1“ von Sveriges Radio eingeladen, was ebenfalls einer Auszeichnung gleich bedeutend ist. Sie traten zudem erstmalig beim populären „Allsång på Skansen“ in dem berühmten Stockholmer Freizeitpark Skansen auf. Sveriges Television drehte zudem einen Dokumentarfilm unter dem Namen „Hooja“ über die Band. Im Frühjahr 2023 wurde das Duo zudem von der Stadt Gällivare für ihr Bekenntnis zu Norrbotten und zu den ländlichen Gebieten der Region (glesbygden) als „Botschafter Gällivares“ und mit dem Kulturstipendium für Erwachsene 2023 der Stadt ausgezeichnet.
Das Duo war 2023 in verschiedenen Kategorien für einen „Rockbjörnen“ der schwedischen Boulevardzeitung Aftonbladet vorgeschlagen. Obwohl Hooja die Veranstaltung boykottierte, gewann Hooja in 4 Kategorien: Bestes Lied, Beste Newcomer, Beste Gruppe und Bester Jahresdurchbruch. Hooja boykottierte die Preisverleihung Anfang September, da Aftonbladet mit seinem Boulevardjournalismus die Intimsphäre der Künstler mehrfach ignoriert hat. Dem Boykott hatten sich weitere Künstler wie „Bolaget“ und „Hemliga Klubben“ angeschlossen.
Lithner und Mattsby machten bereits zwischen 2016 und 2021 gemeinsam Musik und traten dort unter dem Namen Polarbearz als Elektroduo in Erscheinung.
Der Erfolgssong „Banana, Melon, Kiwi och Lemon“ ist mittlerweile in einer Gemeinschaftsproduktion mit dem niederländischen Rapper Sjaak auf Niederländisch erschienen. Allerdings weicht hier der Text bis auf den Refrain wesentlich vom ursprünglichen schwedischen Text ab.
Anfang 2025 erschien das Lied "San Francisco Boy" in Zusammenarbeit mit dem ehemaligen finnischen Song Contest-Teilnehmer Käärijä.

## Diskografie
Singles

| Jahr | Titel Album                           | Höchstplatzierung, Gesamtwochen, AuszeichnungChartsChartplatzierungen (Jahr, Titel, Album, Platzierungen, Wochen, Auszeichnungen, Anmerkungen) | Anmerkungen                                           |
| Jahr | Titel Album                           | SE | Anmerkungen                                           |
| ---- | ------------------------------------- | --- | ----------------------------------------------------- |
| 2021 | Donkey Kong –                         | SE22 Platin · (28 Wo.)SE | Erstveröffentlichung: 29. Januar 2021                 |
| 2021 | Banan, melon, kiwi & citron –         | SE5 Platin · (99 Wo.)SE | Erstveröffentlichung: 24. September 2021              |
| 2021 | Där gäddan simmar –                   | SE76 (6 Wo.)SE | Erstveröffentlichung: 23. Dezember 2021               |
| 2022 | Polers –                              | SE44 Platin · (13 Wo.)SE | Erstveröffentlichung: 24. Februar 2022                |
| 2022 | Livet på en pinne –                   | SE9 Gold · (32 Wo.)SE | Erstveröffentlichung: 17. März 2022                   |
| 2022 | Går det bra? –                        | SE31 Gold · (16 Wo.)SE | Erstveröffentlichung: 13. April 2022                  |
| 2022 | Mer & mer –                           | SE3 Gold · (55 Wo.)SE | Erstveröffentlichung: 9. September 2022               |
| 2022 | När radion dånar –                    | SE9 (31 Wo.)SE | Erstveröffentlichung: 28. Oktober 2022                |
| 2022 | Dit älven går –                       | SE9 (16 Wo.)SE | Erstveröffentlichung: 30. Dezember 2022               |
| 2023 | Kommer du ihåg? –                     | SE5 (46 Wo.)SE | Erstveröffentlichung: 24. Februar 2023                |
| 2023 | Pantamaskineriet (Pantamera) –        | SE57 (1 Wo.)SE | Erstveröffentlichung: 31. März 2023                   |
| 2023 | Happis –                              | SE16 (12 Wo.)SE | Erstveröffentlichung: 2. Mai 2023                     |
| 2023 | Grusväg –                             | SE18 (15 Wo.)SE | Erstveröffentlichung: 26. Mai 2023                    |
| 2023 | Diskoteka –                           | SE3 Platin · (16 Wo.)SE | Erstveröffentlichung: 30. Juni 2023                   |
| 2023 | Försöker Le –                         | SE7 (3 Wo.)SE | Erstveröffentlichung: 15. September 2023              |
| 2023 | Flyga som en ripa – "ett sista race – | SE66 (1 Wo.)SE | Erstveröffentlichung: 8. Dezember 2023                |
| 2024 | Gammal i gemet –                      | SE92 (2 Wo.)SE | Erstveröffentlichung: 26. Januar 2024                 |
| 2024 | Mayday (fjällräddningspatrullen) –    | SE5 (9 Wo.)SE | Erstveröffentlichung: 16. Februar 2024                |
| 2024 | Vem fan e du? –                       | SE1 ×2Doppelplatin · (39 Wo.)SE | Erstveröffentlichung: 22. März 2024 mit Miriam Bryant |
| 2024 | En gång till –                        | SE38 (3 Wo.)SE | Erstveröffentlichung: 10. Mai 2024                    |
| 2024 | Dränk den –                           | SE40 (2 Wo.)SE | Erstveröffentlichung: 27. September 2024              |
| 2025 | San Francisco Boy –                   | SE5 (7 Wo.)SE | Erstveröffentlichung: 31. Januar 2025 mit Käärijä     |
| 2025 | Ojojoj –                              | SE10 (… Wo.)SE | Erstveröffentlichung: 9. Mai 2025                     |
| 2025 | Banananas –                           | SE20 (2 Wo.)SE | Erstveröffentlichung: 27. Juni 2025                   |
| 2025 | Uppenbart –                           | SE30 (… Wo.)SE | Erstveröffentlichung: 1. August 2025                  |

Weitere Singles
- 2021: På disco
- 2021: Levererar
- 2022: In i dimman
- 2022: Jukkasjärvi
- 2022: Skogsrejv
- 2023: Banaan, meloen, kiwi & citroen (mit Sjaak)